# Подзолисти почви
Подзолистите почви са вид кисели почви, формирани в резултат от процеса на оподзоляване, при трансформацията на основни скали под влиянието на киселинна хидролиза, пренасяне на тиня, дву- и тривалентни метали от горните елувиални хоризонти на почвения профил в долните алувиални и относителното натрупване в тях на силициев диоксид. Пренасянето на дву- и тривалентните метали от горните елувиални в долните алувиални става вследствие на миграцията на органични минерални съединения и измиването и преместването на глинестите частици от горните слоеве в долните без предварително разрушаване на алумосиликатите.

## Образуване
Оподзоляването протича в скалите с всякакъв гранулометричен (механичен) състав тогава, когато на повърхността на почвените хоризонти има периодично излишно овлажняване, протичат кисели реакции и промивен воден режим. Подзолистите почви за първи път са описани от руския почвовед Василий Докучаев през 1879 г. в Смоленска губерния. Те се характеризират с кисела реакция, диференциран почвен профил, беден горен профил на тиня и тривалентни метали, относително обогатени със силициев диоксид, малка мощност елувиално-хумусния хоризонт или даже неговото отсъствие.
В профила на подзолистите почви са обособени 3 хоризонта:
- А0 (горска подложка) – мощност 1 – 10 sm;
- А1 (алувиално-хумусен) – мощност 1 – 20 sm, със сив цвят, праховиднообразна структура, рохкав състав и съдържание на хумус 1 – 6%;
- А2 (подзолист) – мощност 2 – 20 sm (понякога и повече), светлосив (почти белезникав) цвят, листовидна структура, рохкав състав.[1]

## Разпространение, видове
Подзолистите почви са разпространени в горската зона на Северна Европа, Сибир, Далечния Изток, Централна и Южна Канада, североизточните части на САЩ и са представени със своите подтипове: глеевоподзолисти, подзолисти, торфено-подзолисти, торфено-тинесто-подзолисти. Възможни са междузонални навлизания на някои от подтиповете в други подтипове, свързани с локалните особености на почвообразуването. Подзолисти почви са описани и в субтропичните и тропичните райони: в басейна на Амазонка, в тропиците на Азия и Африка, в Колхидската низина. В зависимост от характера на основната скала и някои особености на съвременното и реликтовото почвообразуване подтиповете на подзолистите почви се поделят на родове и видове.